# Zoomuzikologija
Zoomuzikologíija  je istraživačko polje u muzikologiji i zoologiji, ili konkretnije, zoosemiotike. Zoomuzikologija proučava muziku koju proizvode životinje a ne ljudi, ili muzičke aspekte zvuka ili komunikacije koju proizvode i primaju životinje. Ovo polje se razlikuje od onog u etnomuzikologiji, u kojoj se istražuju antropološki i kulturni aspekti ljudske muzike.

## Istorijat istraživanja
Počev od 1941. etnomuzikolog Džordž Herzog među prvima je postavio pitanje  Da li životinje imaju muziku?.  Pionirskim radom u ovoj oblasti  počeo je da se bavi ' François-Bernard Mâche koji je u svom delu (1983),  prvi bavio ornito-muzikologijom i tehnikom segmentne paradigmatske analize i ustanovio da je pasma  ptica organizovana prema muzičkom principu ponavljanja - transformacija. Jedna od ciljeva istraživanja bilo je početi pričati o životinjskoj muzici na drugačiji način nego do tada".  Zoomuzikolog Dario Martinelli pripisuje ovom autoru istorijski znalčaj u stvaranje zoomuzikologije kao posebne naučne oblasti koju on definiše kao estetsku upotrebu zvučne komunikacije među životinjama.

## Osnovne postavke
Ono što je sigurno zna u zoomuzikologiji jeste da neke životinje, kao što su ptice, kitovi i miševi, komuniciraju sa zvukovima koji pokazuju izuzetno mnoge karakteristike muzike koju ljudi proizvode. Ove životinje mogu proizvesti složene zvuke sa različitim deonicama koje ispunjavaju određeni sistem s ciljem prenošenja informacija. Pored toga, postoji i velika grupa životinja koja takođe proizvode zvuke, koji su suviše jednostavni za kompoziciju ili imaju premalo ritmičkih karakteristika koje se mogu posmatrati kao muzika. Primeri ove vrste životinja su insekti i žabe. Najčešče postoji tri vrste zvukova; upozoravajući zvuci u slučaju opasnosti, preteća buka u slučaju poremećaja i šumovi za pronalaženje partnera, naročito oni koji su najpoznatiji i često najkompleksniji. Životinje poput delfina i slepih miševa proizvode kratke, visoke zvuke koji služe za otkrivanje plena.

## Primeri
Ptice
Veštine pevanja ptica su posebne, jer ove životinje ne prave zvuk grlom, kao što to čine ljudi, već koriste vibrirajuće usne i membrane u siriksu za pevanje. 
Istraživanja su pokazala da su uglavnom muške ptice koje zvižduću i da to rade uglavnom tokom sezone parenja. Na taj način pokušavaju dozvati ženke na reprodukciju. Na primer slavuji koriste svoj muzički talenat i označavaju teritoriju. Muške sokoli dolaze u zone parenja nedelju dana ranije od ženke. Zviždajući glasno, njegovi mali konkurentski znaju da je određeno mesto već okupirano. Za ovo je potreban snažan "glas" i puno izdržljivosti. Samo nakon pronalaženja partnera, mužjaci počinju da dozivaju. Još jednom muzička izdržljivost muškarca određuje da li će ga ženka izaberati kao "oca".
Neke ptice imaju dv različite vrste pesama: jedna vrsta privlači ženke, a druga vrsta ksluži da se ženka privoli na seks. Ove potonje pesme su često vrlo mekane i samo se pevaju par put, u samoj blizini ženske.
Vrlo posebna kategorija zvukova koje proizvede ptice su zvuci koji se ne proizvode sa njihovim siriksom, već sa instrumentom. Dobar primer je udaranje ili bubanjanje detinjaca po šupljim stabljikama ili granama. Jedan od zvukova ptica bez grla je onaj koji proizvodi drveni golub tokom leta, udarajući krilima jedno u drugo.  
Mnogi kompozitori inspirisani su muzičkim prelepih ptica. Među ostalima Messiaen, Beethoven i Mahler pa su napisali komade zasnovane na zvukovima ptica. Ovi zvuci su često imitirani flautom , instrumentom koji podseća na pevanje većinu ptice. U Betovenovoj Šestoj simfoniji (od 1808. godine ), između ostalog, može se naći i i deonica na flauta koja imitira efekte ptica.

## Značaj zoomuzikologije za čoveka
Čoveku zoomuzikologija može da  pomogne da shvati malo više sebe kao humano bića, odnosno njegovu muziku, razmišljanjem o osnovnim pitanjima vezanim za muziku, kao što su:
- Šta je to muzika?
- Odakle potiče muzika?
- Koji etološki procesi leže u njenom stvaranju i upotrebi?

Zoomuzikološka hipoteza, bez obzira da li je legitimna ili ne, dovodi u pitanje dugo uspostavljene dogme o muzici, ili bar onog dela za koji mislimo da je muzika ili nije mujika. Koristeći se takvim pretpostavkama možemo doći so preformulisanje i, možda, ažuriranja koncepata o navedenim pitanjima.